# Alfons Müller-Marzohl
Alfons Müller-Marzohl, né le 5 octobre 1923 à Flüelen et mort le 11 mars 1997 à Lucerne, est une personnalité politique suisse, membre du Parti démocrate-chrétien.

## Biographie
Conseiller national lucernois de 1963-1983, il a notamment présidé la commission d'enquête parlementaire sur Jean-Louis Jeanmaire.

## Sources
- Markus Trüeb, « Alfons Müller-Marzohl » dans le Dictionnaire historique de la Suisse en ligne, version du 4 avril 2008.